# Karel Brady-Metzl
Karel Brady-Metzl (geboren am 28. Mai 1898 in Třeboň; gestorben am 14. Juli 1942 in Auschwitz) war ein tschechischer Geschäftsmann und Opfer des Holocaust. Er war der Vater von Hana Brady (1931–1944), deren Schicksal im Roman Hanas Koffer und in einem Film verarbeitet wurde.

## Leben

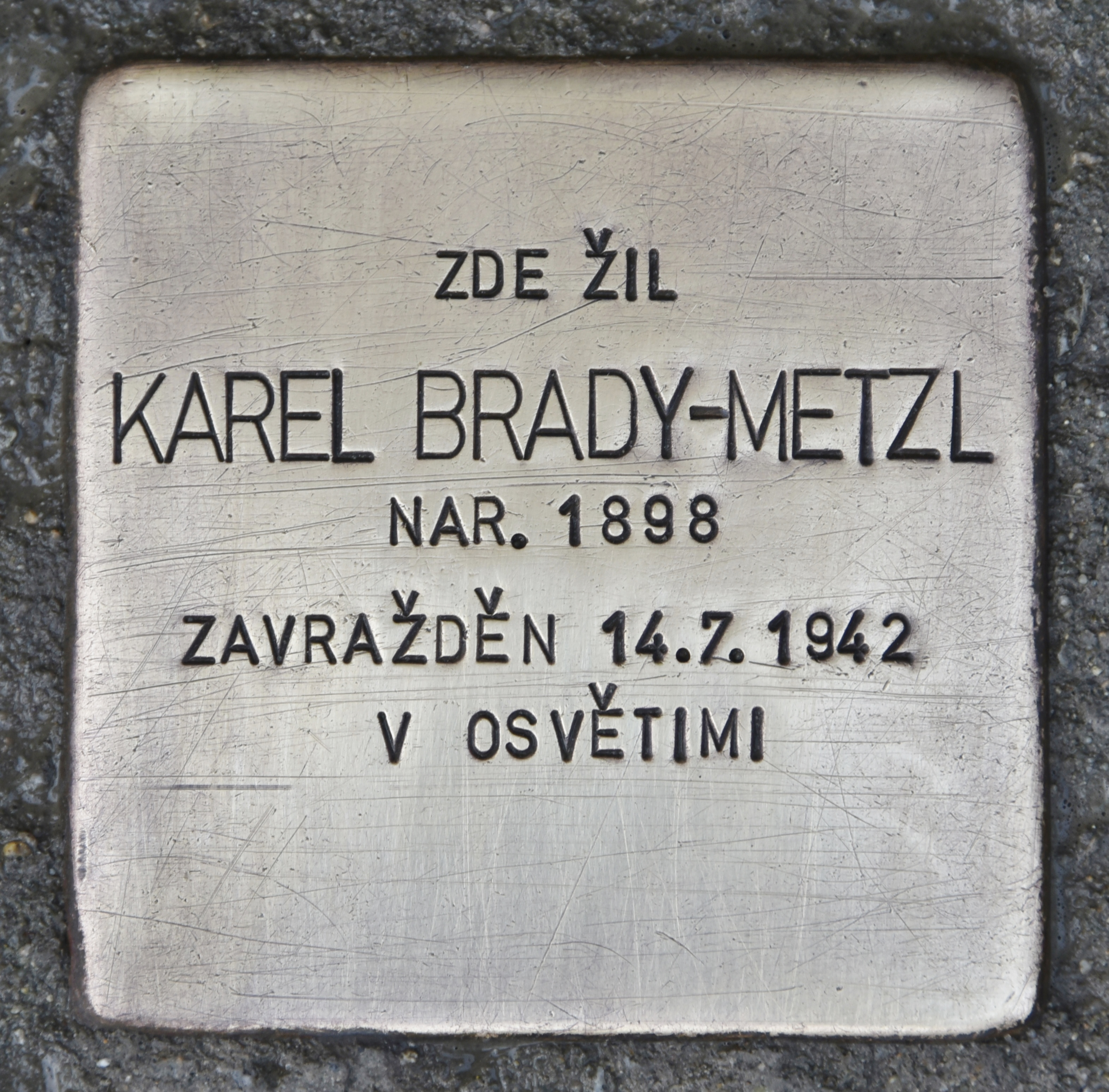
Stolperstein für Karel Brady-Metzl

Karel Brady-Metzl war Sohn von Emilie und Ludwig Metzl. Er hatte sechs Geschwister. Da sein Onkel und seine Tante, Adolf und Karoline Brady, kinderlos blieben, adoptierten sie zwei Kinder von Karolines Schwester Emilie, Karel und Hedvika. Karel spielte im Laientheater, war Mitglied im Turnerbund Sokol, bei der Freiwilligen Feuerwehr, aktiver Fußballspieler und „Kommentator“ auf der Strecke bei Skirennen. Des Weiteren unterstützte er finanziell und materiell die Pfadfinder und ein Kinderheim. 1927 heiratete er die zehn Jahre jüngere Markéta Dubská. Das Paar hatte ein Einzelhandelsgeschäft in Nové Město na Moravě und wohnte über dem Geschäft. Die Familie waren die einzige jüdische dieser Stadt. Vor ihrem Geschäft ließen sie die ersten Tankstelle der Stadt erbauen, führten als eines der ersten Geschäfte den Verkauf von Kohlen auch im Einzelhandel ein und hatten als erste Familie ein Telefon: Ihre Rufnummer war ursprünglich die 1, sie wurde später in 11 umgewandelt, damit die Gendarmerie unter der Nummer 1 erreichbar war. Das Paar unterstützte auch Künstler, zum Beispiel den avantgardistischen Bildhauer Vincenc Makovsky, einen früheren Mitschüler Karels.
Karel und Markéta Brady-Metzl hatten zwei Kinder – Jiří (geboren am 9. Februar 1928) und Hana (geboren am 16. Mai 1931). Im Jahr 1939 wurde Karel denunziert, von der Gestapo verhaftet und musste für zwei Monate nach Jihlava ins Gefängnis. Die Ausgrenzungsgesetze, die ab 1939 galten, trafen diese Familie, als einzige Juden im Ort, besonders hart – insbesondere die zwei Kinder, die jetzt nicht mehr die Schule besuchen durften. Im März 1941 wurde Markéta verhaftet und ins KZ Ravensbrück deportiert – ihr Bruder war nach Belgien geflohen und hatte ihr und ihrem Mann Geld geschickt. Nach der Besetzung Belgiens wurden Helfer verhaftet, bei ihrem Bruder fand sich eine Liste der Spender und der Beschenkten, auf der auch ihr Name aufschien. Am 23. November 1941 wurde auch Karel verhaftet und kam wiederum in das Gefängnis nach Jihlava. Wenige Stunden nach seiner Verhaftung holte der Schwager Karels, Ludvík, die Kinder zu sich. Er war Katholik und hatte Karels Schwester geheiratet. Die Kinder sollten bei ihm und seiner Familie auf dem Land untertauchen. Dies gelang nicht, einer NS-Anordnung zufolge mussten Hana und Jiří am 14. Mai 1942 zum Deportationszentrum Třebíč gebracht werden. Vier Tage später wurden die Kinder ins Ghetto Theresienstadt gebracht. Derweilen musste Karel Brady-Metzl in Haft Parkettböden polieren. Er genoss aber im Gefängnis von Jihlava relative Freiheit und durfte selbst einkaufen gehen, wagte aber die Flucht nicht, da er fürchtete, dass seine Kinder als Geiseln gehalten würden. Er wurde schließlich zuerst nach Brünn überführt. Von dort erfolgte am 11. Juni 1942 seine Überführung ins KZ Auschwitz, wo er am 14. Juli 1942 ermordet wurde. Seine Frau Markéta wurde am 29. Oktober 1942 in KZ Ravensbrück ermordet.
Seine Kinder wurden später ebenfalls nach Auschwitz deportiert. Jiří kam am 28. September 1944 in Auschwitz an, Hana am 23. Oktober 1944. Hana wurde unmittelbar nach ihrer Ankunft von SS-Männern vergast. Der bei seiner Ankunft 16-jährige Jiří überlebte das KZ, indem er sich als 18 ausgab und damit als arbeitsfähig galt. Am 17. Januar 1945 begann die Evakuierung von Auschwitz und es gelang Jiří dabei zu fliehen. Er überlebte den Holocaust.

## Gedenken
2010 wurde in seiner Heimatstadt Třeboň in der Masarykovo nám. 96/I von Gunter Demnig ein Stolperstein für ihn verlegt.